# Enrique Jorrín
Enrique Jorrín Oleaga (Candelaria, Cuba, 25 de diciembre de 1926 - La Habana, Cuba, 12 de diciembre de 1987) fue un músico, compositor, violinista y director de orquesta cubano, creador del chachachá.

## Trayectoria
Fue integrante de la Orquesta Arcaño y de la Orquesta América. En 1954 funda su primera orquesta, que mantuvo durante muchos años y con la que se presentó en más de 20 países. Entre los cantantes que estuvieron en su banda, se incluye Tito Gómez, en la década de los 70.
En 1951 compuso el primer chachachá. Entre sus obras musicales más conocidas se encuentran: La engañadora, El alardoso, El túnel, Nada para ti, Osiris y Me muero.